# Giancarlo Giannini
Giancarlo Giannini (født 1. august 1942 i La Spezia) er en italiensk skuespiller.
Giannini studerede ved Academia Nazionale i Rom. Han debuterede i 1965 i kortfilmen Fango sulla metropolis. Han blev særlig kendt for sin rolle som «Inspektør Pazzi» i filmen Hannibal fra 2001.
Han har både spillet i italiensk- og engelsksprogede film.

## Filmografi (udvalg)
- 1968 – Anzio
- 1969 – The Secret of Santa Vittoria
- 1970 – Dramma della gelosia – tutti i particolari in cronaca
- 1973 – Sessomatto
- 1975 – Pasqualino Settebellezze
- 1978 – Fatto di sangue fra due uomini per causa di una vedova – si sospettano moventi politici
- 1979 – La Vita è bella
- 1981 – Lili Marleen (film)|Lili Marleen
- 1985 – Fever Pitch
- 1989 – Blood Red
- 1989 – New York Stories
- 1992 – Once Upon a Crime...
- 1994 – Jacob
- 1995 – A Walk in the Clouds
- 1997 – Mimic
- 2001 – Hannibal
- 2006 – Casino Royale